# Симонссон, Агне
Туре Клас Агне Симонссон (швед. Tore Klas Agne Simonsson; 19 октября 1935, Гётеборг — 22 сентября 2020) — шведский футболист, нападающий. Серебряный призёр чемпионата мира в составе сборной Швеции. Член «Зала Славы» шведского футбола.

## Карьера

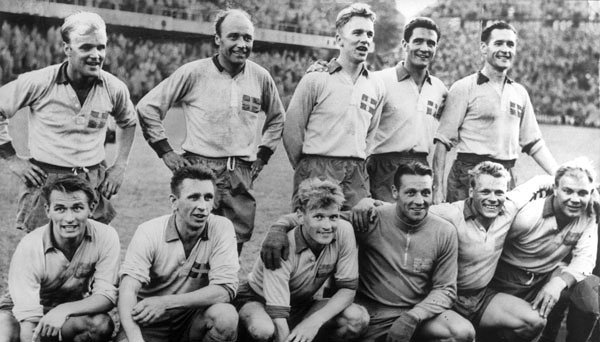
Сборная Швеции на чемпионате мира 1958. Симонссон третий в верхнем ряду

Агне Симонссон начал карьеру в клубе «Эргрюте». В 1955 году он вместе с командой вышел во второй дивизион чемпионата Швеции. На следующий год «Эргрюте» занял 5-е место, а через год уже участвовал в переходных матчах на выход в Аллсвенскан, однако клуб проиграл «Мутале». 13 октября 1957 года Симонссон дебютировал в составе сборной Швеции в матче с Норвегией, забив два гола. В 1958 году футболист в составе национальной команды поехал на чемпионат мира. На турнире он провёл 5 из 6 игр сборной и забил 4 гола, один из которых в финале с Бразилией. В следующем году Симонссон дебютировал в Аллсвенскан и забил в первом же сезоне 11 голов, а его клуб занял в чемпионате 4-е место. В том же сезоне он забил два гола, а также сделал голевую передачу в матче со сборной Англии, принеся шведам победу 3:2. Это поражение стало вторым для англичан от континентальной команды в истории. За свои действия футболист был прозван «Король Уэмбли», а по окончании сезона его признали лучшим шведским футболистом года; также он занял 3-е место в опросе на «Золотой мяч».
Летом 1960 года Симонссон перешёл в мадридский «Реал». Однако футболист не смог вытеснить из состава Ди Стефано, который был не доволен приходом шведа в команду. На следующий сезон был арендован «Реал Сосьедадом». За этот клуб футболист провёл 22 матча и забил 8 голов. После этого он принял решение вернуться в Швецию. На родине Агне вновь выступал за «Эргрюте», проведя в команде ещё 8 сезонов. Дважды во время этого периода Симонссон входил в тройку лучших бомбардиров чемпионата, забив по 18 голов. В 1970 году он завершил свою игровую карьеру. В сборной Швеции Симонссон провёл в общей сложности 51 матч и забил 27 голов.
Летом 1971 года Анге стал тренером, возглавив родной «Эргрюте». В клубе экс-футболист проработал два сезона, но особого успеха не добился. В 1977 году Симонссон стал главным тренером «Хеккена», где первоначально работал физиотерапевтом, а затем помощником главного тренера. В течение 6 лет, что Анге работал с клубом, ему удалось вывести скромную команду из третьего дивизиона в Аллсвенскан чемпионата Швеции. Выход в высший дивизион в 1982 году стал первым в истории «Хеккена». Этот успех позволил на следующий год возглавить ему «Эргрюте». В первые два сезона клуб находился в середине таблицы, но в 1985 году Симонссон привёл команду к выигрышу золотых медалей чемпионата. Последним клубом Анге стал греческий «Ираклис».

## Статистика
| Сезон     | Клуб          | Лига        | Чемпионат | Чемпионат | Кубок | Кубок | Еврокубки | Еврокубки |
| Сезон     | Клуб          | Лига        | Игры      | Голы      | Игры  | Голы  | Игры      | Голы      |
| --------- | ------------- | ----------- | --------- | --------- | ----- | ----- | --------- | --------- |
| 1954/1955 | Эргрюте       | Дивизион 1  | ?         | ?         | ?     | ?     | —         | —         |
| 1955/1956 | Эргрюте       | Суперэттан  | ?         | ?         | ?     | ?     | —         | —         |
| 1956/1957 | Эргрюте       | Суперэттан  | ?         | ?         | ?     | ?     | —         | —         |
| 1957/1958 | Эргрюте       | Суперэттан  | ?         | ?         | ?     | ?     | —         | —         |
| 1959      | Эргрюте       | Аллсвенскан | 22        | 14        | ?     | ?     | —         | —         |
| 1960      | Эргрюте       | Аллсвенскан | 20        | 11        | ?     | ?     | —         | —         |
| 1960/1961 | Реал Мадрид   | Примера     | 3         | 1         | ?     | ?     | ?         | ?         |
| 1961/1962 | Реал-Сосьедад | Примера     | 22        | 8         | ?     | ?     | —         | —         |
| 1963      | Эргрюте       | Аллсвенскан | 11        | 7         | ?     | ?     | —         | —         |
| 1964      | Эргрюте       | Аллсвенскан | 18        | 13        | ?     | ?     | —         | —         |
| 1965      | Эргрюте       | Аллсвенскан | 22        | 18        | ?     | ?     | —         | —         |
| 1966      | Эргрюте       | Аллсвенскан | 21        | 14        | ?     | ?     | —         | —         |
| 1967      | Эргрюте       | Аллсвенскан | 21        | 18        | ?     | ?     | —         | —         |
| 1968      | Эргрюте       | Аллсвенскан | 21        | 8         | ?     | ?     | —         | —         |
| 1969      | Эргрюте       | Суперэттан  | ?         | ?         | ?     | ?     | —         | —         |
| 1970      | Эргрюте       | Аллсвенскан | 6         | 2         | ?     | ?     | —         | —         |

## Достижения

### Как игрок
- Футболист года в Швеции: 1959

### Как тренер
- Чемпион Швеции: 1985